# طلقة حظ (مسلسل)
طلقة حظ مسلسل تلفزيوني مصري كوميدى درامي.

## القصة
تدور أحداث المسلسل في قالب كوميدى درامي حول شخصية عبد الصبور (مصطفى خاطر) تحدث بينه وبين زوجته (أيتن عامر) العديد من المواقف، ولديه 4 شقيقات (هبة مجدي - ميرنا نور الدين - رانيا شاهين - ألحان المهدي) ويعيش عبد الصبور في منزل حماته (إنعام سالوسة). يتورط عبد الصبور في مؤامرة حيث يتهم في جريمة قتل، يحاول ضابط المباحث (محمد جمعة) القبض عليه لكنه يهرب منه طوال الوقت ويحاول عبد الصبور فهم تلك المؤامرة

## طاقم العمل
- مصطفى خاطر
- أيتن عامر
- محمد انور
- إنعام سالوسة
- هبة مجدي
- أحمد ماهر
- محمد جمعة
- حسني شتا
- محمد عادل

## وصلات خارجية
- صفحة مسلسل طلقة حظ على موقع السينما.كوم